# 岩本憲児
岩本 憲児（いわもと けんじ、1943年7月25日- ）は、日本の映画史研究者、早稲田大学名誉教授。専攻は映画史、映像論。

## 来歴
熊本県八代市生まれ。飯島正に師事。1971年早稲田大学大学院博士課程満期退学、文学部助手、1977年専任講師、1980年助教授、1985年教授、2002-2006年に日本映像学会会長、2006年退職、2008年日本大学芸術学部教授。2014年退職。

## 著書
- 『シネマランド漂流』早稲田大学出版部 1985
- 『ロシア・アヴァンギャルドの映画と演劇』水声社 1998
- 『幻燈の世紀 映画前夜の視覚文化史』森話社 2002
- 『光と影の世紀 映画史の風景』森話社 2006
- 『サイレントからトーキーへ 日本映画形成期の人と文化』森話社 2007
- 『「時代映画」の誕生　講談・小説・剣劇から時代劇へ』吉川弘文館、2016
- 『ユーモア文学と日本映画』森話社 2019
- 『黒澤明の映画　喧々囂々　同時代批評を読む』論創社 2021[2]
- 『日本映画とナショナリズムの時代　娯楽・闘争・プロパガンダ』森話社 2023
- 『映画周遊　消えた女性／ロボットの肖像／ハムレット』論創社 2024

### 共編著・監修
- 『映画理論集成』波多野哲朗共編 フィルムアート社 1982
- 『キネマの青春 聞き書き』佐伯知紀共編著 リブロポート 1988
- 『日本映画とモダニズム1920-1930』編著 リブロポート 1991
- 『フェリーニを読む 世界は豊饒な少年の記憶に充ちている』編 フィルムアート社 1994
- 『映画年鑑 戦後編』11-21 牧野守共監修 日本図書センター 1998-99
- 『「新」映画理論集成』1-2 武田潔・斉藤綾子共編 フィルムアート社 1998-99
- 『日本映画の歴史 写真・絵画集成』全3巻 編著 日本図書センター 1998 ビジュアル版日本文化史シリーズ
- 『映画と「大東亜共栄圏」』編 森話社 日本映画史叢書 2004
- 『黒澤明をめぐる12人の狂詩曲』編 早稲田大学出版部 2004
- 『日本映画とナショナリズム 1931-1945』編 森話社 2004 日本映画史叢書
- 『時代劇伝説 チャンバラ映画の輝き』編 森話社 2005 日本映画史叢書
- 『映画のなかの天皇 禁断の肖像』編 森話社 2007 日本映画史叢書
- 『家族の肖像 ホームドラマとメロドラマ』編 森話社 2007 日本映画史叢書
- 『世界映画大事典』日本図書センター 2008

高村倉太郎共監修 奥村賢・佐崎順昭・宮澤誠一共編
- 『占領下の映画 解放と検閲』編 森話社 2009 日本映画史叢書
- 『日本映画の誕生』編 森話社 2011 日本映画史叢書
- 『村山知義 劇的尖端』編 森話社 2012 メディアとパフォーマンスの20世紀
- 『日本映画の海外進出 文化戦略の歴史』編 森話社 2015
- 『日本戦前映画論集成　映画理論の再発見』アーロン・ジェロー  マーク・ノーネス共編  ゆまに書房  2018
- 『戦時下の映画　日本・東アジア・ドイツ』晏妮（アンニ）共編 森話社  2019

## 翻訳
- ピーター・ウォーレン『映画における記号と意味』フィルムアート社 1975
- ダニエル・アリホン『映画の文法 実作品にみる撮影と編集の技法』出口丈人共訳 紀伊国屋書店 1980
- トム・ダーディス『ときにはハリウッドの陽を浴びて』宮本峻共訳 サンリオ 1982
- ジェイムズ・モナコ『映画の教科書 どのように映画を読むか』内山一樹・杉山昭夫・宮本高晴共訳 フィルムアート社 1983
- フェデリコ・フェリーニ『私は映画だ 夢と回想』アンナ・ケールほか編、フィルムアート社 1984、新装版1995
- 『エイゼンシュテイン解読 論文と作品の一巻全集』編 フィルムアート社 1986
- リュダ&ジャン・シュニッツェル/マルセル・マルタン編『回想のロシア・アヴァンギャルド インタヴュー・ソヴィエト映画を築いた人々』共訳 新時代社 1987
- トム・ダーディス『ときにはハリウッドの陽を浴びて 作家たちのハリウッドでの日々』宮本峻・森田典正・鈴木順子共訳 研究社出版 1996
- ドーン・エイズ『フォトモンタージュ操作と創造 ダダ、構成主義、シュルレアリスムの図像』フィルムアート社 2000
- チャールズ・マッサー『エジソンと映画の時代』編・監訳、仁井田千絵・藤田純一訳、森話社 2015

## 参考
- 岩本憲児 - J-GLOBAL